# Giulio Clovio
Giulio Clovio va néixer a l'àrea del golf de Quartano, a l'actual Croàcia, encara que es discuteix en quina població. Algunes fonts afirmen que va ser a Grizane, però també Drivenik s'atribueix aquest honor i ha aixecat un monument dedicat a Clovio per subratllar aquesta reivindicació. El nom real de l'artista va poder ser Julije Klovic, encara que d'altres fonts suggereixen que el cognom s'escriuria Glovic o Glovicic.
Va agafar els hàbits com a clergue i formalment va continuar sent-ho la resta de la seva vida. A edat molt prematura va aprendre a pintar en un monestir benedictí de Crikvenica. Ell mateix va afirmar que es va formar a Dalmàcia, i ja a Itàlia va perfeccionar el seu art amb Giulio Romano a Roma i a Verona amb Girolamo dai Libri. Va treballar a Venècia, Florència i d'altres ciutats, però majorment a Roma, on va morir. Treballava per encàrrec, habitualment per a reis i membres il·lustres de la cúria, els únics col·leccionistes que podien costejar sumptuosos llibres il·lustrats a mà l'elaboració dels quals podia durar anys.
Clovio es va especialitzar en retrats i temes històrics en formats diminuts, en general per a llibres exclusius: portades i totes les altres il·lustracions a tota pàgina així com imatges marginals. Cal precisar que no eren gravats acolorits, sinó pintures úniques sobre pergamí que requerien un curós disseny i una execució de pols ferm amb lupa, on una mínima errada podia malmetre tot el treball.
Clovio va arribar a Venècia procedent de Croàcia als 18 anys. Va ser protegit pel cardenal Domenico Grimani, per a qui va gravar medalles i segells. Va il·lustrar a mà per a ell un llibre ara anomenat Comentaris de Grimani (Museu Soane de Londres).
Cap a 1524 Clovio era a Buda (Hongria), a la cort de Lluís II d'Hongria. Va pintar per a ell Lucrecia i El judici de Paris. Després de la mort del rei a la batalla de Mohács, Clovio es va traslladar a Roma.

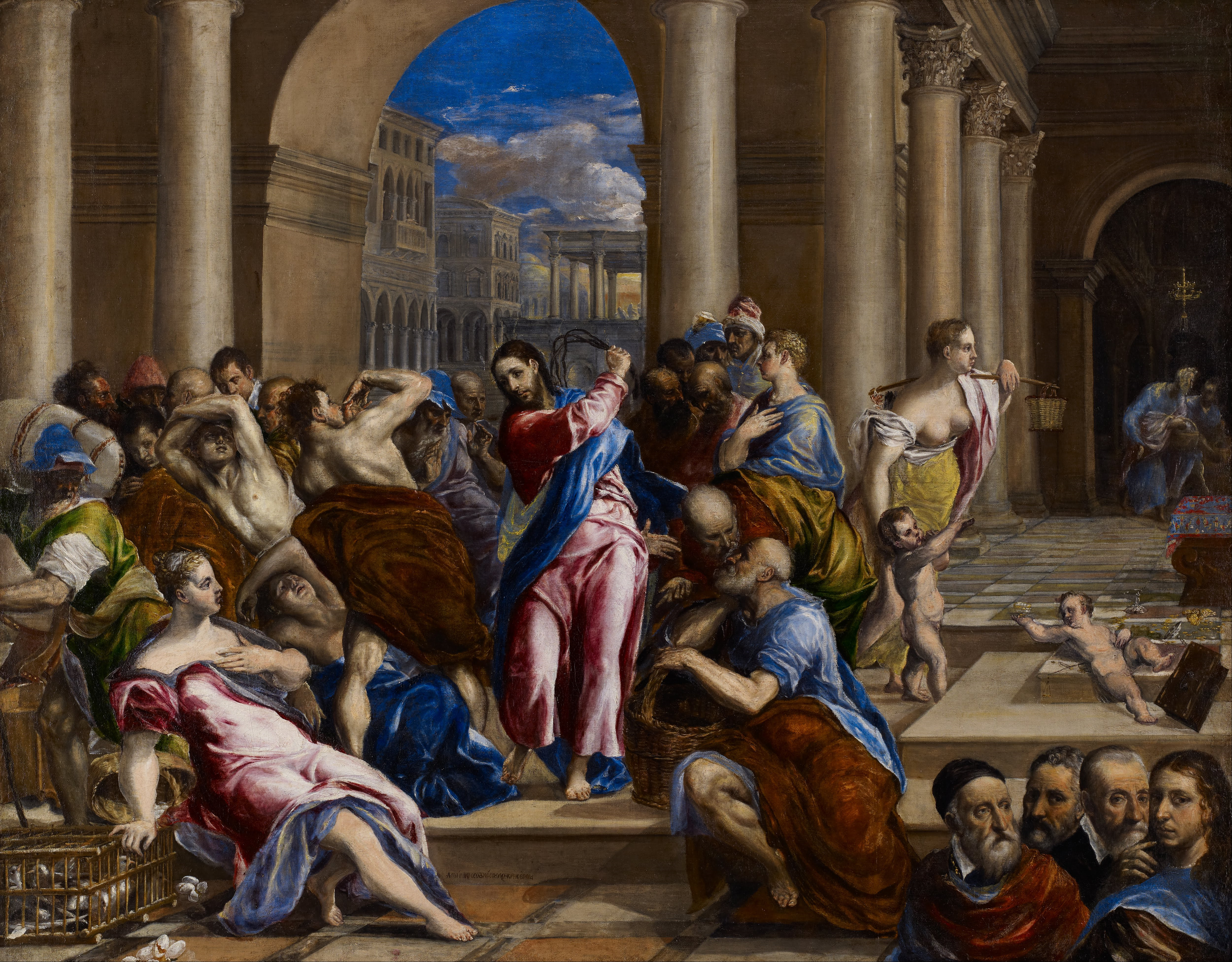
La purificació del temple per El Greco (Institut d'Art de Minneapolis). En el seu angle inferior dret apareix Giulio Clovio retratat entre Ticià, Miquel Àngel i Rafael.

A la «Ciutat Eterna», Clovio va entrar al servei dels Farnese. El 1558, va acompanyar Pieter Brueghel el Vell quan aquest va visitar la ciutat. Brueghel va pintar un medalló en un full de Clovio (conservada a la Biblioteca Pública de Nova York), però no es conserven les sis obres de Brueghel que Clovio va citar en el seu testament.
Clovio també va ajudar un jove d'origen cretenc, El Greco, arribat de Venècia. Va passar perquè li donessin un allotjament al Palau Farnesi, argumentant que era un pintor molt prometedor «deixeble de Ticià» (encara que només va haver d'ésser seguidor o imitador del seu estil). El Greco, el va retratar a dos quadres: un es conserva al Museu de Capodimonte (Nàpols) i l'altre és una escena religiosa, La purificació del temple (Institut d'Art de Minneapolis) que el mostra com a personatge secundari al costat de Miquel Àngel, Ticià i Rafael.
Giulio Clovio va morir a Roma el 5 de gener de 1578, i la seva tomba es troba a la basílica de Sant Pietro in Vincoli, la mateixa que alberga el Moisès de Miquel Àngel.
Croàcia, terra natal de l'artista, va celebrar el 500 aniversari del seu naixement el 1998. El Banc Nacional de Croàcia va emetre una moneda d'argent de 200 kunes en el seu honor. També el Vaticà va festejar les efemèrides, emetent segells de correus.

## Obres
L'obra més famosa de Giulio Clovio és Les hores dels Farnese, un llibre d'hores o oracions que va acabar el 1546 per al cardenal Alexandre Farnese. Li va costar nou anys de treball i actualment es conserva a la Biblioteca Morgan de Nova York. Conté 28 miniatures, moltes d'elles de la Bíblia, encara que possiblement la més famosa és una pàgina doble que mostra la processó del Corpus Christi a Roma. El llibre té unes esplèndides tapes d'argent sobredaurat, que Giorgio Vasari atribuïa per error a Benvenuto Cellini. Al retrat del Museu de Capodimonte, Clovio posa amb aquest llibre a la mà.

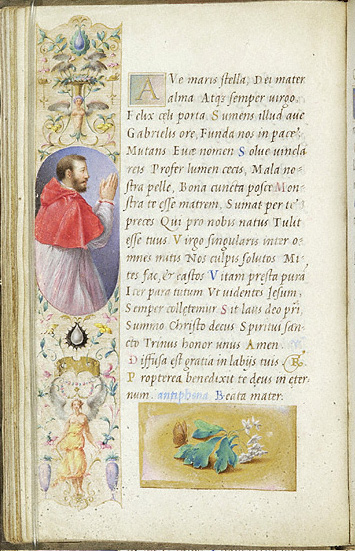
Pàgina de Les hores dels Farnesi, amb retrat del cardenalque va encarregar l'obra.
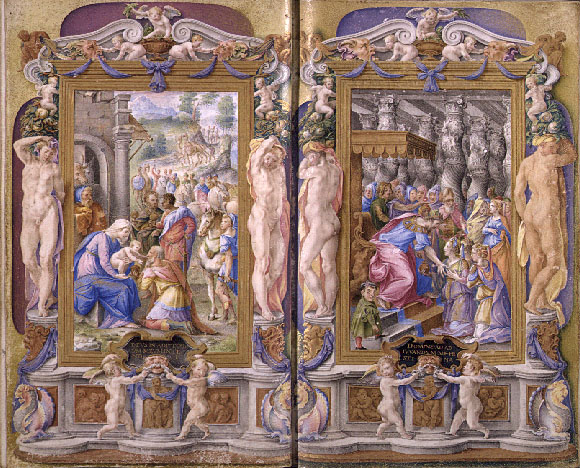
Dues pàgines de Les hores dels Farnesi, amb L'adoració dels reis mags i Salomó rebent la reina de Saba.
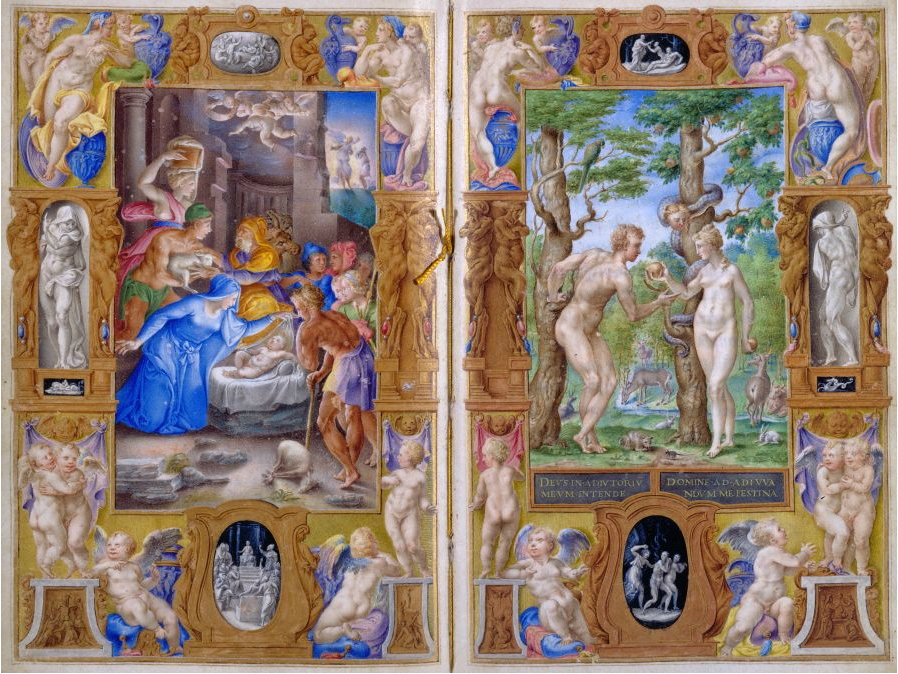
Dues pàgines de Les hores dels Farnesi, amb L'adoració dels pastors i El pecat original.
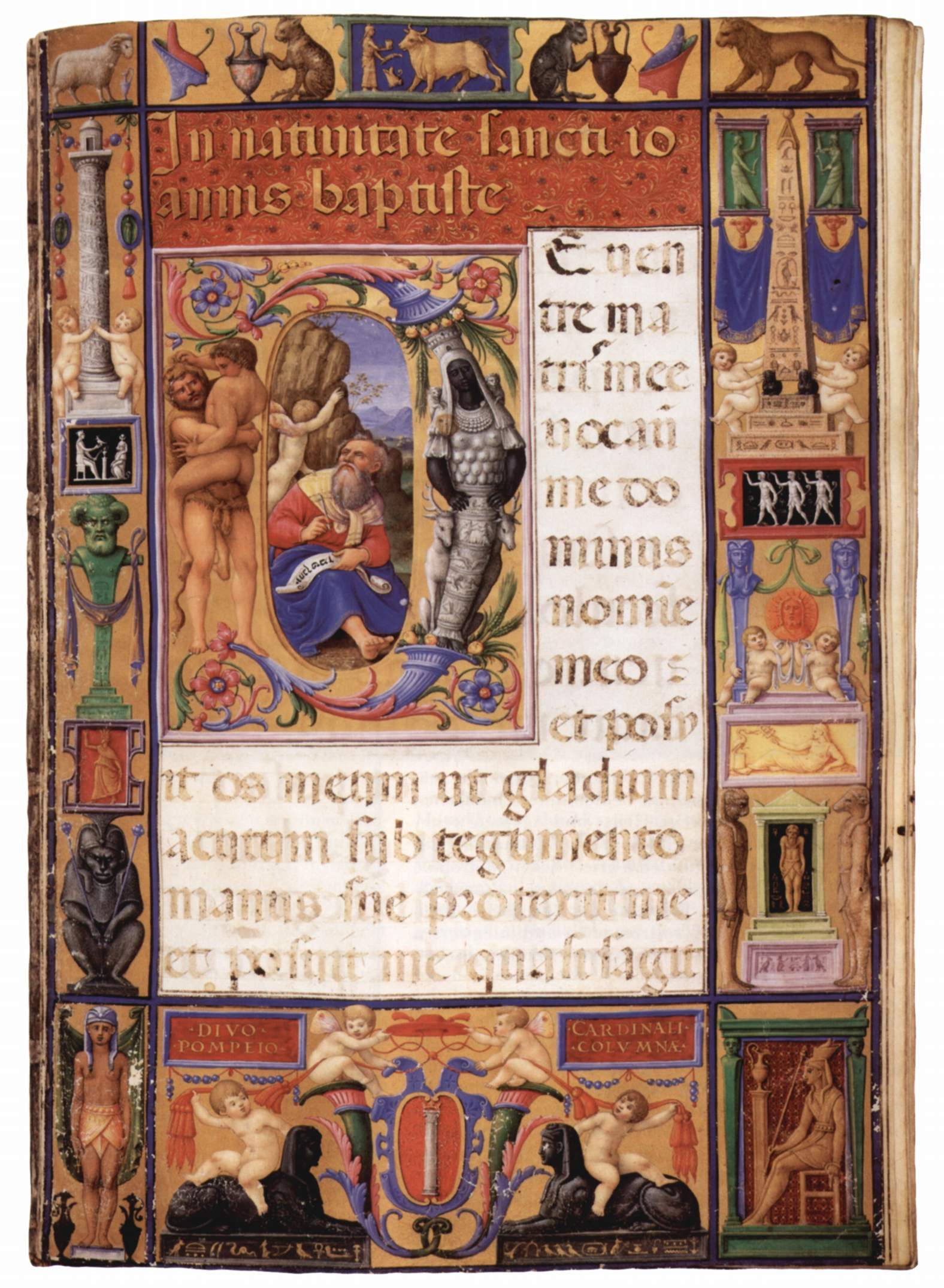
Página del Misal Colonna conservat a Manchester, amb gran lletra majúscula que inclou sant Jeroni i Hèrcules matant Anteu.

Altres obres destacables de Clovio són vint miniatures de Les victòries de Carles V (Biblioteca Britànica de Londres), un manuscrit il·lustrat de Frederic III Montefeltro, duc d'Urbino (Biblioteca Vaticana), l'anomenat Missal Colonna (Biblioteca Universitària John Rylands) i el Leccionari Towneley (Biblioteca Pública de Nova York). Conté sis miniatures a tota pàgina, com La Resurrecció i El judici Final, oposades a efígies més petites dels evangelistes.
Obres de Clovio es conserven a les biblioteques de Viena, Múnic, París i Manchester. A Zagreb existeix un museu dedicat a l'artista, Klovicevi Dvori («Palau de Clovio»), que té alguns exemples. A Espanya, el Museu Lázaro Galdiano posseeix una Sagrada Família pintada amb tremp i or sobre pergamí, que Clovio va pintar per encàrrec de Ruy Gómez de Silva el 1556 per ésser regalada a Carles I d'Espanya. Va crear una altra obra similar per al mateix client, com a regal per a la seva esposa, la després polèmica Princesa d'Éboli. Es conserva actualment al Museu Marmottan-Monet de París.
Clovio va dissenyar a més a més moltes vestidures per a les festes nupcials d'Ortensia Borromeo, celebrades al Vaticà al març de 1565. Aquest tipus de feines era força comú entre els pintors cortesans de l'època. Aquests abillaments són ara coneguts per una sèrie d'aiguaforts anònims, que segurament es van basar en esbossos de Clovio ara desapareguts.
En data recent, el govern croat va adquirir una obra de Clovio, El judici Final, que ell havia regalat al papa Climent VII.